# Guillermo Dela Vega Afable
Mons. Guillermo Dela Vega Afable (* 3. dubna 1951, Davao) je filipínský římskokatolický duchovní a biskup Digosu.

## Život
Narodil se 3. dubna 1951 Davau.
Základní a střední vzdělání získal v jezuitském Ateneu univerzity Davao. Poté nastoupil na St. Francis Xavier College a do Vyššího semináře svatého Františka Xaverského. Dne 24. dubna 1976 byl arcibiskupem Antoniem Llorenem Mabutasem vysvěcen na kněze a inkardinován do arcidiecéze Davao.
Po vysvěcení působil jako farní vikář katedrály v Davau. Stal se také rektorem semináře.
V letech 1980–1985 studoval kanonické právo na Papežské univerzitě svatého Tomáše Akvinského a liturgiku na Papežském ateneu svatého Anselma. Po svém návratu do vlasti se stal ředitelem liturgického centra arcidiecéze.
Od roku 1992 byl misionářem na Šalamounových ostrovech. Roku 1995 byl jmenován generálním vikářem arcidiecéze. Působil také jako biskupský vikář pro sociální komunikaci.
Dne 21. dubna 2001 jej papež Jan Pavel II. jmenoval pomocný biskupem arcidiecéze Davao a titulárním biskupem z Vadesi. Biskupské svěcení získal 12. července 2001. Světiteli byli arcibiskup Antonio Franco, arcibiskup Fernando Robles Capalla a biskup Generoso Cambronero Camiña.
Dne 24. dubna 2002 byl ustanoven biskupem-koadjutorem diecéze Digos a 11. února 2003 biskupem Digosu.